# Przypisanie
Przypisanie (podstawienie) – informatyczna operacja nadania, umieszczenia, wpisania do określonej l-wartości nowej wartości.

## Rodzaje przypisania
Przypisanie może zostać dokonane:
- instrukcją przypisania
- operatorem przypisania
- innym operatorem
- w inicjalizacji zmiennej
- w wywołaniu podprogramu
- w wyniku efektów ubocznych
- w wyniku przypisania do innej l-wartości, zajmującej ten sam obszar, lub część tego samego obszaru, pamięci
- w instrukcji wejścia

### Instrukcja przypisania
To jedna z podstawowych instrukcji prostych występujących w językach programowania. Zwykle nie zawiera taka instrukcja słowa kluczowego, choć istnieją języki programowania wymagające lub zezwalające opcjonalnie na użycie słowa kluczowego. Typowa składania takiej instrukcji ma postać:
```
l-wartość symbol_przypisania wyrażenie [terminator]

```

W najprostszym przypadku l-wartość jest identyfikatorem zmiennej lub wskaźnikiem.
W pewnych językach wymagane może być poprzedzenie instrukcji przypisania słowem kluczowym, w nowych implementacjach słowo takie zwykle jest opcjonalne, np. Basic:
```
10 LET A=1

```

### Operator przypisania
Operator przypisania to operator, który:
- powoduje przypisanie, i
- zwraca wartość równą wartości przypisanej do l-wartości.

Operator przypisania może wystąpić w instrukcji przypisania ale może także wystąpić wewnątrz wyrażeń, tak jak każdy inny operator, gdyż w przeciwieństwie do instrukcji posiada tę właściwość, że zwraca określony rezultat. Taka konstrukcja występuje w językach, w których każda konstrukcja może być traktowana jak wyrażenie zwracające wartość (np. Icon, Algol 68), lub jako operator w pozostałych językach (np. C).

### Inne operatory powodujące przypisanie
Inne operatory powodujące przypisanie:
- inkrementacja (np. w języku C operator ++)
- dekrementacja (np. w języku C operator --)
- operator wymiany wartości (np. Icon operator :=:).

Np. w języku C instrukcja: i++; spowoduje zwiększenie wartości zmiennej i o jeden, a więc przypisanie do l-wartości i nowej wartości równej i+1.

### Inicjalizacja zmiennej
Inicjalizacja zmiennej może nastąpić w wielu punktach kodu, zależnie od możliwości danego języka i przyjętego przez programistę rozwiązania. Wczesna inicjalizacja – w deklaracji zmiennej – jest najlepsza metodą uniknięcia błędów polegających na odwołaniu do zmiennych niezainicjowanych tzn. takich którym nie przypisano jeszcze konkretnej, sensownej wartości.

### Wywołanie podprogramu
Przy wywołaniu podprogramu, a więc
- w instrukcji wywołania, lub
- przy wywołaniu funkcji w wyrażeniu

w podprogramach w których występują parametry formalne, przed wykonaniem instrukcji zawartych w ciele podprogramu, następuje przypisanie do tych paramentów nowych wartości równych wartościom argumentów, wyspecyfikowanych w wywołaniu podprogramu. Sposób przypisania zależny jest od przyjętych metod kojarzenia argumentów z parametrami.

### Efekty uboczne
Ten rodzaj przypisania występuje np. w podprogramie, w którym następuje przypisanie wartości do zmiennej globalnej. Wykorzystywanie efektów ubocznych jest krytykowane w literaturze przedmiotu jako prowadzące do błędów. W kodzie źródłowym bowiem takie przypisanie jest niewidoczne. Wymaga więc odwołania się do kodu podprogramu, który może być niedostępny (np. podprogramy biblioteczne).

### Przypisanie do innej l-wartości
Takie przypisanie następuje:
- w uniach,
- w rekordach z wariantami do pól wariantowych,
- w zmiennych nakładanych (np. dyrektywa absolute w Turbo Pascalu),
- we wskaźnikach na ten sam obszar (adres).

Szczególnie posługiwanie się dwoma ostatnimi konstrukcjami, również wymaga szczególnej ostrożności i staranności, gdyż również może prowadzić do błędów lub nieprzewidzianych efektów i wyników.
```
 { 
Przykład w Turbo Pascalu
 }
 
var
 
s
 : string;
     
len
 : byte 
absolute
 
s
;
 ...
 
s
:='Turbo Pascal';
 writeln(
s
); { 
wyprowadzenie napisu 'Turbo Pascal'
 }
 
len
:=5;     { 
przypisanie do zmiennej nakładanej len na 1 bajt zmiennej s zawierający długość łańcucha
 }
 writeln(
s
); { 
wyprowadzenie napisu 'Turbo'
 }
 ...
```

### Przypisanie w instrukcji wejścia
Instrukcje wejścia-wyjścia służą do komunikacji programu, procesu z otoczeniem. Instrukcja wejścia, która pobiera dane z otoczenia (np. urządzeń wejścia, plików itd.) musi pobrane dane zapamiętać w określonej lokacji, czyli dokonać przypisania do wskazanej w tej instrukcji l-wartości.

## Typy przypisań
Ze względu na duże znaczenie przypisania w programowaniu w niektórych językach istnieją specjalne konstrukcje przypisania, ułatwiające kodowanie złożonych operacji przypisania. Do konstrukcji takich można zaliczyć przypisania wielokrotne, przypisania strukturalne i inne.
Można więc wyróżnić:
- przypisanie proste
- przypisanie wielokrotne.

Przypisanie proste jest omówione wyżej. Przypisanie wielokrotne to zapis w jednym przypisaniu wielu przypisań:
l-w1, l-w2, … l-w_n = wyrażeniewszystkim l-wyrażeniom od 1 do n zostanie przypisana wartość wyrażenia, co jest równoważne zapisowi:
l-w1 = l-w2 = … l-w_n = wyrażenietaka konstrukcja jest dostępna w tych językach w których występuje operator przypisania,
l-w1, l-w2, … l-w_n = w1, w2, … w_nco jest równoważne l-w1=w1, l-w2=w2, …, l-w_n=w_n, konkretna implementacja musi określać interpretację takiego zapisu, w którym obie listy będą różnej długości, co może być, ale nie musi, interpretowane jako błąd.
Przykładowo w języku PL/I dostępna jest instrukcja przypisania:
```
l-w1, l-w2, … l-w_n = wyrażenie;

```

która jest równoważna instrukcji Algolu 68:
```
l-w1 := l-w2 := … l-w_n := wyrażenie;

```

Odrębnym zagadnieniem są przypisania strukturalne, tzn. przypisania tablicowe, w których poszczególne elementy jednej tablicy otrzymują wartość odpowiadających elementom innej tablicy, oraz przypisania strukturowe, w których odpowiednim polom jednej struktury (rekordu) przypisane zostają wartości innej struktury. Różne rozwiązania mogą stawiać wymogi co do zgodności reprezentacji pamięciowej poszczególnych pól, lub zgodności nazw (identyfikatorów) pól.

## Specyficzne formy przypisania
Specyfika niektórych języków programowania, których założenia i składnia odbiegają do większości uniwersalnych języków sprawia, że zapis przypisania odbiega znacząco od przypisania w typowych językach.

### Forth
Przypisanie w języku Forth ma postać:
```
wyrażenie l-wartość <! | C! >

```

Powyższy zapis wynika z prostej zasady tego języka, według której wszystkie operacje pobierają argumenty ze stosu. Wyrażenie (dowolnie rozbudowane) i l-wartość, która na stosie ma postać adresu (i również może być dowolnie rozbudowanym wyrażeniem) umieszczane są na stosie, a operatory powodują przypisanie danej do odpowiedniego adresu. l-wartość może być identyfikatorem zmiennej lecz działanie będzie identyczne: identyfikator zostanie zinterpretowany jako operacja umieszczenia na stosie adresu zmiennej. W tym języku można więc l-wyrażenie wyrazić za pomocą, np. literału liczbowego, pod warunkiem, że literał ten będzie reprezentował poprawny adres, co w typowych językach jest w uogólnieniu niedopuszczalne.

### Lisp
W językach opartych na języku Lisp, operuje się listami, a więc i przypisanie realizowane jest przez listę. Przypisanie może więc mieć postać:
```
(setq l-wyrażenie wyrażenie)

```

przy czym oba argumenty mogą być również listami.

### Smalltalk
W języku Smalltalk (uznawanym za najbardziej obiektowy język programowania) wszystko jest obiektem. Przypisanie jako takie więc realizowane jest przypisanie do pewnej wartości (stanowiącej obiekt) nowej właściwości, stanowiącej l-wartość
```
l-wartość <- wartość

```

### Cobol
Język Cobol projektowany był głównie do przetwarzania danych administracyjnych, finansowych itp., co znalazło swoje odzwierciedlenie w składni, która miała przypominać język naturalny (angielski). Sąd przypisanie może mieć formę:
```
 
MOVE
 
wyrażenie
 
TO
 
l-wartość
```

Dopuszczalna jest jednak także forma typowa dla języków programowania:
```
 
COMPUTE
 
l-wartość
=
wyrażenie
```

## Symbole przypisania
Przypisanie w kodzie źródłowym reprezentowane jest w pewnych kontekstach (instrukcja przypisania, operator przypisania), przez odpowiedni symbol/symbole zdefiniowane przez składnię rozpatrywanego języka programowania.

### Podział symboli
Symbole przypisania można podzielić na:
- proste, np. =, :=,
- złożone, np. +=, **:=.

Proste symbole realizują operację przypisania. Symbole złożone reprezentują określone działanie, przeważnie operator, i przypisanie, typowy symbol złożony ma składnię:
```
 l-wartość operator= wyrażenie
```

Działanie takiego przypisania złożonego jest substytutem zapisu:
```
 l-wartość = l-wartość operator wyrażenie
```

We wczesnych wersjach języka C stosowany był zapis w postaci:
```
 l-wartość =operator wyrażenie
```

lecz tę formę zmieniono na współczesną ze względu na niejednoznaczność takiego zapisu, np. x=-5;.
Nieco inaczej definiowane są symbole złożone przypisania, składające się z operatora porównania i przypisania, dostępne w języku Icon, które interpretowane są następująco:
```
 l-wartość 
operator_porównania
:= wyrażenie
 # jest interpretowane jak:
 
if
 l-wartość 
operator_porównania
 wyrażenie 
then
 l-wartość := wyrażenie
```

np.
```
 a
<
:=b
 # jest równoważne:
 
if
 a
<
b 
then
 a:=b
```

### Symbole w językach programowania
| rodzaj symbolu   | operacja                                          | zapis    | typ        | język programowania                                               |
| ---------------- | ------------------------------------------------- | -------- | ---------- | ----------------------------------------------------------------- |
| proste           | tylko przypisanie                                 | =        | operator   | AWK, C, C++, JavaScript, Snobol (Spitbol)                         |
| proste           | tylko przypisanie                                 | =        | instrukcja | Basic, Cobol, Fortran, PL/I, PL/M, Turbo Prolog, Snobol (Mainbol) |
| proste           | tylko przypisanie                                 | :=       | operator   | Clipper, Icon, PL/M                                               |
| proste           | tylko przypisanie                                 | :=       | instrukcja | Pascal, Modula 2                                                  |
| proste           | przypisanie (zwraca zmienną, a nie jej wartość)   | &:=      | operator   | Icon                                                              |
| proste           | przypisanie (wznowienie odwraca przypisanie)      | <-       | operator   | Icon                                                              |
| wymiana wartości | wymiana wartości                                  | :=:      | operator   | Icon                                                              |
| wymiana wartości | wymiana wartości (wznowienie odwraca przypisanie) | <=>      | operator   | Icon                                                              |
| złożone          | dodawanie                                         | +=       | operator   | AWK, C, C++, Clipper, JavaScript, Visual Basic                    |
| złożone          | dodawanie                                         | +:=      | operator   | Icon                                                              |
| złożone          | odejmowanie                                       | -=       | operator   | AWK, C, C++, Clipper, JavaScript, Visual Basic                    |
| złożone          | odejmowanie                                       | -:=      | operator   | Icon                                                              |
| złożone          | mnożenie                                          | *=       | operator   | AWK, C, C++, Clipper, JavaScript, Visual Basic                    |
| złożone          | mnożenie                                          | *:=      | operator   | Icon                                                              |
| złożone          | dzielenie                                         | /=       | operator   | AWK, C, C++, Clipper, JavaScript, Visual Basic                    |
| złożone          | dzielenie                                         | /:=      | operator   | Icon                                                              |
| złożone          | dzielenie całkowite                               | \=       | operator   | C, C++, Clipper, Visual Basic                                     |
| złożone          | dzielenie całkowite                               | \:=      | operator   | Icon                                                              |
| złożone          | reszta z dzielenia całkowitego                    | %=       | operator   | AWK, C, C++, Clipper, JavaScript                                  |
| złożone          | reszta z dzielenia całkowitego                    | %:=      | operator   | Icon                                                              |
| złożone          | przesunięcie bitowe w prawo                       | >>=      | operator   | C, C++, Visual Basic                                              |
| złożone          | przesunięcie bitowe w lewo                        | <<=      | operator   | C, C++, Visual Basic                                              |
| złożone          | koniunkcja bitowa                                 | &=       | operator   | C, C++                                                            |
| złożone          | różnica symetryczna bitowa                        | ^=       | operator   | C, C++                                                            |
| złożone          | alternatywa bitowa                                | \|=      | operator   | C, C++                                                            |
| złożone          | potęgowanie                                       | ^=       | operator   | AWK                                                               |
| złożone          | potęgowanie                                       | ^:=      | operator   | Icon                                                              |
| złożone          | mniejsze                                          | <:=      | operator   | Icon                                                              |
| złożone          | mniejsze równe                                    | <=:=     | operator   | Icon                                                              |
| złożone          | równe                                             | =:=      | operator   | Icon                                                              |
| złożone          | większe równe                                     | >=:=     | operator   | Icon                                                              |
| złożone          | większe                                           | >:=      | operator   | Icon                                                              |
| złożone          | nierówne                                          | ~=:=     | operator   | Icon                                                              |
| złożone          | mniejsze (porównanie leksykalne łańcuchów)        | <<:=     | operator   | Icon                                                              |
| złożone          | mniejsze równe (porównanie leksykalne łańcuchów)  | <<=:=    | operator   | Icon                                                              |
| złożone          | równe (porównanie leksykalne łańcuchów)           | ==:=     | operator   | Icon                                                              |
| złożone          | większe równe (porównanie leksykalne łańcuchów)   | >>=:=    | operator   | Icon                                                              |
| złożone          | większe (porównanie leksykalne łańcuchów)         | >>:=     | operator   | Icon                                                              |
| złożone          | nie równe (porównanie leksykalne łańcuchów)       | ~==:=    | operator   | Icon                                                              |
| złożone          | przecięcie c-zbiorów                              | **:=     | operator   | Icon                                                              |
| złożone          | suma c-zbiorów                                    | ++:=     | operator   | Icon                                                              |
| złożone          | różnica c-zbiorów                                 | --:=     | operator   | Icon                                                              |
| złożone          | spinanie łańcuchów                                | \|\|:=   | operator   | Icon                                                              |
| złożone          | przeglądanie łańcuchów                            | ?:=      | operator   | Icon                                                              |
| złożone          | spinanie list                                     | \|\|\|:= | operator   | Icon                                                              |
| złożone          | aktywowanie wyrażenia                             | @:=      | operator   | Icon                                                              |
| złożone          | równe                                             | ===:=    | operator   | Icon                                                              |
| złożone          | nie równe                                         | ~==:=    | operator   | Icon                                                              |

### Języki programowania
| język programowania               | rodzaj     | proste | złożone | słowo kluczowe              |
| --------------------------------- | ---------- | ------ | --- | --------------------------- |
| AWK                               | operator   | =      | +=, -=, *=, /=, %=, /=, ^= |                             |
| Basic                             | instrukcja | =      | | LET                         |
| C, C++                            | operator   | =      | +=, -=, *=, /=, %=, >>=, <<=, &=, ^=, \|= |                             |
| Clipper                           | operator   | :=     | +=, -=, *=, /=, %=, **= |                             |
| Cobol                             | instrukcja | =      | | - COMPUTE - MOVE ... TO ... |
| Fortran                           | instrukcja | =      | |                             |
| JavaScript                        | operator   | =      | +=, -=, *=, /=, %= |                             |
| Icon                              | operator   | :=     | <=, :=:, <=>, +:=, -:=, *:=, /:=, %:=, ^:=, <:=, <=:=, =:=, >=:=, >:=, ~:=, ++:=, --:=, **:=, \|\|:=, <<:=, >>:=, ~==:=, ?:=, \|\|\|:=, ===:=, ~===:=, &:=, @:= |                             |
| Modula 2                          | instrukcja | :=     | |                             |
| Pascal                            | instrukcja | :=     | |                             |
| PL/I                              | instrukcja | =      | |                             |
| PL/M                              | instrukcja | =      | |                             |
| PL/M                              | operator   | :=     | |                             |
| Turbo Prolog                      | instrukcja | =      | |                             |
| Snobol – wersja Mainbol           | instrukcja | =      | |                             |
| Snobol – wersja Spitbol           | operator   | =      | |                             |
| Visual Basic (Visual Studio 2008) | operator   | =      | +=, -=, *=, /=, \=, ^=, >>=, <<=, &= |                             |